# Elezioni generali in Spagna del 2011
Le elezioni generali in Spagna del 2011 si tennero il 20 novembre per il rinnovo delle Corti Generali (Congresso dei Deputati e Senato). Esse videro la vittoria del Partito Popolare di Mariano Rajoy, che divenne Presidente del Governo.
Le elezioni ebbero luogo sei mesi prima della scadenza naturale della precedente legislatura: José Luis Rodríguez Zapatero, leader del Partito Socialista Operaio Spagnolo, aveva rassegnato le dimissioni in seguito alla crisi finanziaria che aveva portato il Paese sull'orlo del default.

## Risultati

### Congresso dei Deputati
| Liste                                                     | Voti       | %     | Seggi |
| --------------------------------------------------------- | ---------- | ----- | ----- |
| Partito Popolare                                          | 10 866 566 | 44,63 | 186   |
| Partito Socialista Operaio Spagnolo                       | 7 003 511  | 28,76 | 110   |
| La Sinistra Plurale (Sinistra Unita - Verdi)              | 1 686 040  | 6,92  | 11    |
| Unione Progresso e Democrazia                             | 1 143 225  | 4,70  | 5     |
| Convergenza e Unione                                      | 1 015 691  | 4,17  | 16    |
| Amaiur (Eusko Alkartasuna - Aralar - Alternatiba)         | 334 498    | 1,37  | 7     |
| Partito Nazionalista Basco                                | 324 317    | 1,33  | 5     |
| Sinistra Repubblicana di Catalogna                        | 256 985    | 1,06  | 3     |
| Equo                                                      | 216 748    | 0,89  | –     |
| Blocco Nazionalista Galiziano                             | 184 037    | 0,76  | 2     |
| Coalizione Canaria - PNC - Nueva Canarias                 | 143 881    | 0,59  | 2     |
| Compromís (Blocco Nazionalista Valenciano)                | 125 306    | 0,51  | 1     |
| Partito Animalista Contro il Maltrattamento degli Animali | 102 144    | 0,42  | –     |
| Foro dei Cittadini                                        | 99 473     | 0,41  | 1     |
| Scranni in Bianco                                         | 97 673     | 0,40  | –     |
| Partito Andalusista                                       | 76 999     | 0,32  | –     |
| Piattaforma per la Catalogna                              | 59 949     | 0,25  | –     |
| Partito Regionalista di Cantabria                         | 44 010     | 0,18  | –     |
| Geroa Bai                                                 | 42 415     | 0,17  | 1     |
| Per un Mondo più Giusto                                   | 27 210     | 0,11  | –     |
| Partito Comunista dei Popoli di Spagna                    | 26 254     | 0,11  | –     |
| Anticapitalisti                                           | 22 289     | 0,09  | –     |
| Pirati di Catalogna                                       | 21 876     | 0,09  | –     |
| Unificazione Comunista di Spagna                          | 15 869     | 0,07  | –     |
| Altri <0,05%                                              | 78 459     | 0,32  | –     |
| Voti in bianco                                            | 333 461    | 1,37  | –     |
| Totale                                                    | 24 348 886 | 100   | 350   |

### Senato
| Liste                                                 | Seggi |
| ----------------------------------------------------- | ----- |
| Partito Popolare                                      | 136   |
| Partito Socialista Operaio Spagnolo                   | 48    |
| Convergenza e Unione                                  | 9     |
| Intesa per il Progresso della Catalogna (PSC-ICV-EUA) | 7     |
| Partito Nazionalista Basco                            | 4     |
| Amaiur                                                | 3     |
| Coalizione Canaria-Nuove Canarie                      | 1     |
| Totale                                                | 208   |

## Nascita del governo Rajoy
Il 20 dicembre 2011, quando Mariano Rajoy ha presentato il suo governo al Congresso dei deputati per chiedere la fiducia, ha ottenuto 187 sì, 149 no e 14 astenuti così distribuiti:
| Voto di fiducia al governo Rajoy (PP) del 20 dicembre 2011 Maggioranza assoluta: 176/350 | Voto di fiducia al governo Rajoy (PP) del 20 dicembre 2011 Maggioranza assoluta: 176/350 | Voto di fiducia al governo Rajoy (PP) del 20 dicembre 2011 Maggioranza assoluta: 176/350 |
| ---------------------------------------------------------------------------------------- | ---------------------------------------------------------------------------------------- | ---------------------------------------------------------------------------------------- |
| ✔ Sì                                                                                     | PP (185), UPN (1), FAC (1)                                                               | 187 / 350                                                                                |
| No                                                                                       | PSOE (110), CiU (16), IU (11), UPyD (5), ERC (3), BNG (2), Compromís (1), GBai (1)       | 149 / 350                                                                                |
| Astenuti                                                                                 | Amaiur (7), PNV (5), CC-NC (2)                                                           | 14 / 350                                                                                 |
| Fonte: Storia elettorale                                                                 |                                                                                          |                                                                                          |